# Bouarfa (Blida)
Pour les articles homonymes, voir Bouarfa.
Bouarfa, en tamazight de l'Atlas blidéen : Bu Ɛeṛfa, tifinagh : ⴱⵓ ⵄⴻⵕⴼⴰ est une commune de la wilaya de Blida en Algérie.

## Géographie

### Localisation
La commune de Bouarfa est située au sud de la wilaya de Blida, à environ 1 km au sud-ouest de Blida et à environ 47 km au sud-ouest d'Alger et à environ 26 km au nord-est de Médéa .
| Chiffa                        | Blida                       | Blida |
| Chiffa                        | Bouarfa                     | Chréa |
| El Hamdania (Wilaya de Médéa) | El Omaria (Wilaya de Médéa) | Chréa |

### Localités de la commune
Lors du découpage administratif de 1984, la commune de Bouarfa est constituée à partir des localités suivantes :
- Bouarfa
- Cité Driouche
- Trabe Lahmar
- Rabta
- Tabarent
- Mahbous
- Maasoum
- Sidi El Fodil
- Boukhibar
- Agueni Meriem
- Aghzer Ouchen
- El Aouin
- Zrikia
- Tizza
- Cherkia
- T'Sagadirts
- Zemourène
- Bini
- Annès
- Ferdjouna
- Bougheddou
- El Euch
- El Aouaouda
- Côte 307
- Sidi El Djoudi
- Fars A Rous
- El Maten
- Sidi Yekhlef El Azib
- Kef El Hocine
- Sidi Abderrahmane
- Baba Moussa
- Oued Amalou
- El Amariche
- Saouda
- Rouamla
- Beni Chebla
- R'Mel
- Mimèche
- Hameli
- Berghout
- El Menchar
- Aïn Talaïzit
- Djamaa-Edraa
- Hatouche
- Tazedjount
- Sidi Salem
- Kedadha
- Haouara
- Tafraout
- Takherart
- Messanou
- Theniet Esnoubar
- El Merdja
- El Hzazta